# Krîvonosivka, Seredîna-Buda
Krîvonosivka (în ucraineană Кривоносівка) este localitatea de reședință a comunei Krîvonosivka din raionul Seredîna-Buda, regiunea Sumî, Ucraina.

## Demografie
Componența lingvistică a localității Krîvonosivka
     Ucraineană (76,59%)
     Rusă (23,41%)
Conform recensământului din 2001, majoritatea populației localității Krîvonosivka era vorbitoare de ucraineană (76,59%), existând în minoritate și vorbitori de rusă (23,41%).